# Élections présidentielles sous la Cinquième République dans la Côte-d'Or
Depuis l'adoption de la Constitution de la Cinquième République française en 1958, dix élections présidentielles ont eu lieu afin d'élire le président de la République. Cette page présente les résultats de ces élections dans la Côte-d'Or.

## Synthèse des résultats du second tour
La Côte-d'Or vote traditionnellement dans la tendance nationale hormis en 2012 où elle a placé en tête Nicolas Sarkozy devant François Hollande. 
| 2022 | Emmanuel Macron (57,27 %) (France : 58,55 %) | Marine Le Pen (42,73 %) (France : 41,45 %) | 75,59 % (France : 71,99 %) | 6,78 % (France : 6,23 %) |

| 2017 | Emmanuel Macron (64,17 %) (France : 66,10 %) | Marine Le Pen (35,83 %) (France : 33,90 %) | 78,58 % (France : 77,77 %) | 1,9 % (France : 2,47 %) |

| 2012 | François Hollande (48,45 %) (France : 51,64 %) | Nicolas Sarkozy (51,55 %) (France : 48,36 %) | 83,01 % (France : 80,35 %) | 1,85 % (France : 5,82 %) |

| 2007 | Nicolas Sarkozy (56,13 %) (France : 53,06 %) | Ségolène Royal (43,87 %) (France : 46,94 %) | 85,63 % (France : 83,97 %) | 1,19 % (France : 4,20 %) |

| 2002 | Jacques Chirac (81,68 %) (France : 82,21 %) | J.-M. Le Pen (18,32 %) (France : 17,79 %) | 75,52 % (France : 79,71 %) | 3,17 % (France : 3,38 %) |

| 1995 | Jacques Chirac (54,19 %) (France : 52,64 %) | Lionel Jospin (45,81 %) (France : 47,36 %) | 80,29 % (France : 78,38 %) | 2,68 % (France : 2,81 %) |

| 1988 | François Mitterrand (52,6 %) (France : 54,02 %) | Jacques Chirac (47,4 %) (France : 45,98 % %) | 81,5 % (France : 81,35 %) | 1,83 % (France : 2,00 %) |

| 1981 | François Mitterrand (52,53 %) (France : 51,76 %) | Valéry Giscard d'Estaing (47,47 %) (France : 48,24 %) | 80,58 % (France : 81,09 %) | 1,43 % (France : 1,62 %) |

| 1974 | Valéry Giscard d'Estaing (51,6 %) (France : 50,81 %) | François Mitterrand (48,4 %) (France : 49,19 %) | 84,01 % (France : 84,23 %) | 0,73 % (France : 0,92 %) |

| 1969 | Georges Pompidou (54,7 %) (France : 58,21 %) | Alain Poher (45,3 %) (France : 41,79 %) | 75,89 % (France : 77,59 %) | 1 % (France : 1,29 %) |

| 1965 | Charles de Gaulle (53,08 %) (France : 55,20 %) | François Mitterrand (46,92 %) (France : 44,80 %) | 83,24 % (France : 84,75 %) | 0,88 % (France : 1,01 %) |

|  | ▲ |

## Résultats détaillés par scrutin

### 2022
Arrivé en tête du premier tour, le président sortant Emmanuel Macron (27,85 %) affronte Marine Le Pen (23,15 %), un duel identique à celui du scrutin de 2017. C'est la deuxième fois qu'un second tour opposant les mêmes candidats à deux scrutins présidentiels consécutifs a lieu après ceux où se sont affrontés Valéry Giscard d'Estaing et François Mitterrand en 1974 et 1981.
En troisième position avec 21,95 % des voix, Jean-Luc Mélenchon réalise le score le plus élevé de ses trois candidatures et arrive largement en tête de la gauche, mais échoue à accéder au second tour, avec environ 400 000 voix de moins que Marine Le Pen.
Une nouvelle fois, les partis politiques traditionnels sont absents du second tour, dans des proportions encore plus importantes que lors de la précédente élection. Le Parti socialiste et Les Républicains, représentés respectivement par Anne Hidalgo et Valérie Pécresse, s'effondrent avec des scores historiquement faibles et n'atteignent pas le seuil des 5 %, condition permettant d'être remboursé des frais de campagne.
Le second tour voit Emmanuel Macron l'emporter par 58,55 % des suffrages exprimés, permettant ainsi au président sortant d'entamer un second mandat. Le septennat ayant été aboli en 2000, il devient ainsi le premier président de la République française à être réélu pour un deuxième quinquennat, le deuxième président de la Cinquième République réélu hors période de cohabitation et le quatrième président de la Cinquième République réélu.
Dans la Côte-d'Or, Emmanuel Macron arrive en tête du premier tour avec 28,55% des exprimés, suivi de Marine Le Pen (24,44%), Jean-Luc Mélenchon (19,05%) et Éric Zemmour (7,66 %). Au second tour, les électeurs ont voté à 57,27% pour Emmanuel Macron contre 42,73% pour Marine Le Pen avec un taux de participation de 75,59% des inscrits.
| Candidats                | Candidats                | Partis                   | Premier tour | Premier tour | Second tour | Second tour |
| Candidats                | Candidats                | Partis                   | Voix         | %            | Voix        | %           |
| ------------------------ | ------------------------ | ------------------------ | ------------ | ------------ | ----------- | ----------- |
|                          | Emmanuel Macron          | LREM                     | 80 734       | 28,55        | 144 545     | 57,27       |
|                          | Marine Le Pen            | RN                       | 69 110       | 24,44        | 107 866     | 42,73       |
|                          | Jean-Luc Mélenchon       | LFI                      | 53 875       | 19,05        |             |             |
|                          | Éric Zemmour             | REC                      | 21 651       | 7,66         |             |             |
|                          | Valérie Pécresse         | LR                       | 14 344       | 5,07         |             |             |
|                          | Yannick Jadot            | EELV                     | 13 462       | 4,76         |             |             |
|                          | Jean Lassalle            | RES                      | 8 183        | 2,89         |             |             |
|                          | Nicolas Dupont-Aignan    | DLF                      | 6 478        | 2,29         |             |             |
|                          | Fabien Roussel           | PCF                      | 5 721        | 2,02         |             |             |
|                          | Anne Hidalgo             | PS                       | 5 126        | 1,81         |             |             |
|                          | Philippe Poutou          | NPA                      | 2 286        | 0,81         |             |             |
|                          | Nathalie Arthaud         | LO                       | 1 775        | 0,63         |             |             |
|                          |                          |                          |              |              |             |             |
| Votes valides            | Votes valides            | Votes valides            | 282 745      | 97,84        | 252 411     | 91,03       |
| Votes blancs             | Votes blancs             | Votes blancs             | 4 577        | 1,58         | 19 232      | 6,94        |
| Votes nuls               | Votes nuls               | Votes nuls               | 1 651        | 0,57         | 5 632       | 2,03        |
| Total                    | Total                    | Total                    | 288 973      | 100          | 277 275     | 100         |
| Abstention               | Abstention               | Abstention               | 77 886       | 21,23        | 89 553      | 24,41       |
| Inscrits / participation | Inscrits / participation | Inscrits / participation | 366 859      | 78,77        | 366 828     | 75,59       |

### 2017
Le premier tour de l'élection présidentielle de 2017 voit s'affronter onze candidats. Emmanuel Macron arrive en tête devant Marine Le Pen et tous deux se qualifient pour le second tour. Néanmoins, avec François Fillon et Jean-Luc Mélenchon, les scores des quatre candidats ayant recueilli le plus de voix sont serrés (4,43 points entre le 1er et le 4e). Pour la première fois, aucun des candidats des deux partis politiques pourvoyeurs jusque-là des présidents de la Ve République, n'est présent au second tour. Celui-ci se tient le dimanche 7 mai et se solde par la victoire d'Emmanuel Macron, avec un total de 20 753 798 bulletins de vote en sa faveur, soit 66,10 % des suffrages exprimés, face à la candidate du Front national, qui recueille 33,90 %. Le scrutin est néanmoins marqué par une forte abstention et par un record de votes blancs ou nuls. 
Dans la Côte-d'Or, Emmanuel Macron arrive en tête du premier tour avec 23,65 % des exprimés, suivi de Marine Le Pen (22,52 %), François Fillon (21,26 %), Jean-Luc Mélenchon (17,84 %) et Benoît Hamon  (5,9%). Au second tour, les électeurs ont voté à 64,17 % pour Emmanuel Macron contre 35,83 % pour Marine Le Pen avec un taux de participation de 78,58 % des inscrits.
|             | EM          | Emmanuel Macron       | 67 436  | 23,65 %    | 159 645 | 64,17 %    |  |  |
|             | FN          | Marine Le Pen         | 64 200  | 22,52 %    | 89 121  | 35,83 %    |  |  |
|             | LR          | François Fillon       | 60 625  | 21,26 %    |         |            |  |  |
|             | LFi         | Jean-Luc Mélenchon    | 50 859  | 17,84 %    |         |            |  |  |
|             | PS          | Benoît Hamon          | 16 810  | 5,9 %      |         |            |  |  |
|             | DlF         | Nicolas Dupont-Aignan | 14 980  | 5,25 %     |         |            |  |  |
|             | NPA         | Philippe Poutou       | 2 818   | 0,99 %     |         |            |  |  |
|             | RES         | Jean Lassalle         | 2 635   | 0,92 %     |         |            |  |  |
|             | UPR         | François Asselineau   | 2 457   | 0,86 %     |         |            |  |  |
|             | LO          | Nathalie Arthaud      | 1 795   | 0,63 %     |         |            |  |  |
|             | SeP         | Jacques Cheminade     | 509     | 0,18 %     |         |            |  |  |
|             |             |                       |         |            |         |            |  |  |
|             |             |                       | Nombre  | % inscrits | Nombre  | % inscrits |  |  |
| Inscrits    | Inscrits    | Inscrits              | 360 658 |            | 360 646 |            |  |  |
| Abstentions | Abstentions | Abstentions           | 68 680  | 19,04 %    | 77 255  | 21,42 %    |  |  |
| Votants     | Votants     | Votants               | 291 978 | 80,96 %    | 283 391 | 78,58 %    |  |  |
|             |             |                       |         |            |         |            |  |  |
|             |             |                       |         | % votants  |         | % votants  |  |  |
| Blancs      | Blancs      | Blancs                | 5 118   | 1,42 %     | 26 652  | 7,39 %     |  |  |
| Nuls        | Nuls        | Nuls                  | 1 736   | 0,48 %     | 7 973   | 2,21 %     |  |  |
| Exprimés    | Exprimés    | Exprimés              | 285 124 | 79,06 %    | 248 766 | 68,98 %    |  |  |

### 2012
Hollande, désigné par le PS à la suite d'une primaire ouverte, devance Sarkozy dès le premier tour de l'élection présidentielle de 2012 : c'est la première fois qu'un président sortant est ainsi devancé. Au second tour, Sarkozy est battu mais par un écart plus faible qu'attendu.
Dans la Côte-d'Or, Nicolas Sarkozy arrive en tête du premier tour avec 28,57 % des exprimés, suivi de François Hollande (27,79 %), Marine Le Pen (18,84 %), Jean-Luc Mélenchon (9,51 %) et François Bayrou (9,37 %). Au second tour, les électeurs ont voté à 48,45 % pour François Hollande contre 51,55 % pour Nicolas Sarkozy avec un taux de participation de 83,41 % des inscrits.
|                | UMP            | Nicolas Sarkozy       | 82 588  | 28,57 %    | 143 557 | 51,55 %    |  |  |
|                | PS             | François Hollande     | 80 321  | 27,79 %    | 134 936 | 48,45 %    |  |  |
|                | FN             | Marine Le Pen         | 54 472  | 18,84 %    |         |            |  |  |
|                | FG             | Jean-Luc Mélenchon    | 27 496  | 9,51 %     |         |            |  |  |
|                | MoDem          | François Bayrou       | 27 086  | 9,37 %     |         |            |  |  |
|                | EELV           | Éva Joly              | 6 073   | 2,1 %      |         |            |  |  |
|                | DLF            | Nicolas Dupont-Aignan | 5 640   | 1,95 %     |         |            |  |  |
|                | NPA            | Philippe Poutou       | 3 070   | 1,06 %     |         |            |  |  |
|                | LO             | Nathalie Arthaud      | 1 631   | 0,56 %     |         |            |  |  |
|                | S&P            | Jacques Cheminade     | 694     | 0,24 %     |         |            |  |  |
|                |                |                       |         |            |         |            |  |  |
|                |                |                       | Nombre  | % inscrits | Nombre  | % inscrits |  |  |
| Inscrits       | Inscrits       | Inscrits              | 354 789 |            | 354 805 |            |  |  |
| Abstentions    | Abstentions    | Abstentions           | 60 284  | 16,99 %    | 58 860  | 16,59 %    |  |  |
| Votants        | Votants        | Votants               | 294 505 | 83,01 %    | 295 945 | 83,41 %    |  |  |
|                |                |                       |         |            |         |            |  |  |
|                |                |                       |         | % votants  |         | % votants  |  |  |
| Blancs ou nuls | Blancs ou nuls | Blancs ou nuls        | 5 434   | 1,85 %     | 17 452  | 5,9 %      |  |  |
| Exprimés       | Exprimés       | Exprimés              | 289 071 | 98,15 %    | 278 493 | 98,15 %    |  |  |

### 2007
Au premier tour de l'élection présidentielle de 2007, Sarkozy réussit à capter une partie des voix de Le Pen et arrive largement en tête. Royal est la première femme qualifiée pour le second tour d'une élection présidentielle. Elle est battue avec une avance de 6 points.
Dans la Côte-d'Or, Nicolas Sarkozy arrive en tête du premier tour avec 32,08 % des exprimés, suivi de Ségolène Royal (24,14 %), François Bayrou (19,25 %), Jean-Marie Le Pen (11,66 %) et Olivier Besancenot (3,86 %). Au second tour, les électeurs ont voté à 56,13 % pour Nicolas Sarkozy contre 43,87 % pour Ségolène Royal avec un taux de participation de 86,45 % des inscrits.
|                | UMP            | Nicolas Sarkozy      | 94 875  | 32,08 %    | 162 217 | 56,13 %    |  |  |
|                | PS             | Ségolène Royal       | 71 385  | 24,14 %    | 126 760 | 43,87 %    |  |  |
|                | UDF            | François Bayrou      | 56 946  | 19,25 %    |         |            |  |  |
|                | FN             | Jean-Marie Le Pen    | 34 479  | 11,66 %    |         |            |  |  |
|                | LCR            | Olivier Besancenot   | 11 427  | 3,86 %     |         |            |  |  |
|                | MPF            | Philippe de Villiers | 6 746   | 2,28 %     |         |            |  |  |
|                | Les Verts      | Dominique Voynet     | 4 693   | 1,59 %     |         |            |  |  |
|                | LO             | Arlette Laguiller    | 4 005   | 1,35 %     |         |            |  |  |
|                | GPA            | Marie-George Buffet  | 3 823   | 1,29 %     |         |            |  |  |
|                | SE             | José Bové            | 3 626   | 1,23 %     |         |            |  |  |
|                | CPNT           | Frédéric Nihous      | 2 695   | 0,91 %     |         |            |  |  |
|                | CNRSP          | Gérard Schivardi     | 1 057   | 0,36 %     |         |            |  |  |
|                |                |                      |         |            |         |            |  |  |
|                |                |                      | Nombre  | % inscrits | Nombre  | % inscrits |  |  |
| Inscrits       | Inscrits       | Inscrits             | 349 518 |            | 349 541 |            |  |  |
| Abstentions    | Abstentions    | Abstentions          | 50 213  | 14,37 %    | 47 347  | 13,55 %    |  |  |
| Votants        | Votants        | Votants              | 299 305 | 85,63 %    | 302 194 | 86,45 %    |  |  |
|                |                |                      |         |            |         |            |  |  |
|                |                |                      |         | % votants  |         | % votants  |  |  |
| Blancs ou nuls | Blancs ou nuls | Blancs ou nuls       | 3 548   | 1,19 %     | 13 217  | 4,37 %     |  |  |
| Exprimés       | Exprimés       | Exprimés             | 295 757 | 98,81 %    | 288 977 | 95,63 %    |  |  |

### 2002
Après cinq années de cohabitation, un duel est attendu entre Chirac et le Premier ministre Jospin lors de l'élection présidentielle de 2002, mais, à la surprise générale, ce dernier est devancé par Le Pen au premier tour. Au second tour, Chirac bénéficie du ralliement de la gauche et reçoit un score sans précédent. Il s'agit de la première élection pour un mandat de cinq ans et non plus sept.
Dans la Côte-d'Or, Jacques  Chirac arrive en tête du premier tour avec 19,04 % des exprimés, suivi de Jean-Marie  Le Pen (17,96 %), Lionel  Jospin (15,29 %), François Bayrou (7,56 %) et Jean-Pierre  Chevenement (6,9 %). Au second tour, les électeurs ont voté à 81,68 % pour Jacques  Chirac contre 18,32 % pour Jean-Marie  Le Pen avec un taux de participation de 81,87 % des inscrits.
|                | RPR            | Jacques Chirac          | 45 983  | 19,04 %    | 207 876 | 81,68 %    |  |  |
|                | FN             | Jean-Marie Le Pen       | 43 391  | 17,96 %    | 46 624  | 18,32 %    |  |  |
|                | PS             | Lionel Jospin           | 36 933  | 15,29 %    |         |            |  |  |
|                | UDF            | François Bayrou         | 18 264  | 7,56 %     |         |            |  |  |
|                | MC             | Jean-Pierre Chevènement | 16 664  | 6,9 %      |         |            |  |  |
|                | LO             | Arlette Laguiller       | 14 009  | 5,8 %      |         |            |  |  |
|                | Les Verts      | Noël Mamère             | 12 195  | 5,05 %     |         |            |  |  |
|                | LCR            | Olivier Besancenot      | 10 545  | 4,37 %     |         |            |  |  |
|                | DL             | Alain Madelin           | 9 962   | 4,12 %     |         |            |  |  |
|                | CPNT           | Jean Saint-Josse        | 7 999   | 3,31 %     |         |            |  |  |
|                | MNR            | Bruno Mégret            | 6 294   | 2,61 %     |         |            |  |  |
|                | PC             | Robert Hue              | 5 258   | 2,18 %     |         |            |  |  |
|                | Cap21          | Corinne Lepage          | 5 026   | 2,08 %     |         |            |  |  |
|                | PRG            | Christiane Taubira      | 4 649   | 1,92 %     |         |            |  |  |
|                | FRS            | Christine Boutin        | 3 013   | 1,25 %     |         |            |  |  |
|                | PT             | Daniel Gluckstein       | 1 350   | 0,56 %     |         |            |  |  |
|                |                |                         |         |            |         |            |  |  |
|                |                |                         | Nombre  | % inscrits | Nombre  | % inscrits |  |  |
| Inscrits       | Inscrits       | Inscrits                | 330 318 |            | 330 297 |            |  |  |
| Abstentions    | Abstentions    | Abstentions             | 80 870  | 24,48 %    | 59 892  | 18,13 %    |  |  |
| Votants        | Votants        | Votants                 | 249 448 | 75,52 %    | 270 405 | 81,87 %    |  |  |
|                |                |                         |         |            |         |            |  |  |
|                |                |                         |         | % votants  |         | % votants  |  |  |
| Blancs ou nuls | Blancs ou nuls | Blancs ou nuls          | 7 913   | 3,17 %     | 15 905  | 5,88 %     |  |  |
| Exprimés       | Exprimés       | Exprimés                | 241 535 | 96,83 %    | 254 500 | 94,12 %    |  |  |

### 1995
Après une nouvelle cohabitation et alors que la droite est particulièrement divisée entre Chirac et le Premier ministre Balladur, Jospin réussit à arriver en tête au premier tour de l'élection présidentielle de 1995, malgré la très lourde défaite de la gauche aux législatives de 1993. Au second tour, il est battu par Chirac.
Dans la Côte-d'Or, Lionel Jospin arrive en tête du premier tour avec 23,67 % des exprimés, suivi de Jacques Chirac (20,96 %), Édouard Balladur (18,77 %), Jean-Marie Le Pen (15,84 %) et Robert Hue (6,22 %). Au second tour, les électeurs ont voté à 54,19 % pour Jacques Chirac contre 45,81 % pour Lionel Jospin avec un taux de participation de 81,07 % des inscrits.
|                | PS             | Lionel Jospin        | 60 470  | 23,67 %    | 114 394 | 45,81 %    |  |  |
|                | RPR            | Jacques Chirac       | 53 539  | 20,96 %    | 135 335 | 54,19 %    |  |  |
|                | RPR            | Édouard Balladur     | 47 943  | 18,77 %    |         |            |  |  |
|                | FN             | Jean-Marie Le Pen    | 40 468  | 15,84 %    |         |            |  |  |
|                | PC             | Robert Hue           | 15 882  | 6,22 %     |         |            |  |  |
|                | MPF            | Philippe de Villiers | 13 247  | 5,19 %     |         |            |  |  |
|                | LO             | Arlette Laguiller    | 13 118  | 5,14 %     |         |            |  |  |
|                | Les Verts      | Dominique Voynet     | 10 159  | 3,98 %     |         |            |  |  |
|                | S&P            | Jacques Cheminade    | 628     | 0,25 %     |         |            |  |  |
|                |                |                      |         |            |         |            |  |  |
|                |                |                      | Nombre  | % inscrits | Nombre  | % inscrits |  |  |
| Inscrits       | Inscrits       | Inscrits             | 326 948 |            | 326 912 |            |  |  |
| Abstentions    | Abstentions    | Abstentions          | 64 451  | 19,71 %    | 61 881  | 18,93 %    |  |  |
| Votants        | Votants        | Votants              | 262 497 | 80,29 %    | 265 031 | 81,07 %    |  |  |
|                |                |                      |         |            |         |            |  |  |
|                |                |                      |         | % votants  |         | % votants  |  |  |
| Blancs ou nuls | Blancs ou nuls | Blancs ou nuls       | 7 043   | 2,68 %     | 15 302  | 5,77 %     |  |  |
| Exprimés       | Exprimés       | Exprimés             | 255 454 | 97,32 %    | 249 729 | 94,23 %    |  |  |

### 1988
Après deux ans de cohabitation, Mitterrand affronte le Premier ministre Chirac lors de l'élection présidentielle de 1988. Le Pen obtient au premier tour un score jusque-là sans précédent pour un parti d'extrême droite. Au second tour, Mitterrand est facilement réélu.
Dans la Côte-d'Or, François Mitterrand arrive en tête du premier tour avec 35,75 % des exprimés, suivi de Jacques Chirac (22,05 %), Raymond Barre (16,01 %), Jean-Marie Le Pen (13,92 %) et Antoine Waechter (4,09 %). Au second tour, les électeurs ont voté à 52,6 % pour François Mitterrand contre 47,4 % pour Jacques Chirac avec un taux de participation de 85,18 % des inscrits.
|                | PS                    | François Mitterrand | 89 469  | 35,75 %    | 135 472 | 52,6 %     |  |  |
|                | RPR                   | Jacques Chirac      | 55 175  | 22,05 %    | 122 101 | 47,4 %     |  |  |
|                | SE                    | Raymond Barre       | 40 075  | 16,01 %    |         |            |  |  |
|                | FN                    | Jean-Marie Le Pen   | 34 833  | 13,92 %    |         |            |  |  |
|                | Les Verts             | Antoine Waechter    | 10 244  | 4,09 %     |         |            |  |  |
|                | PC                    | André Lajoinie      | 9 866   | 3,94 %     |         |            |  |  |
|                | LO                    | Arlette Laguiller   | 4 733   | 1,89 %     |         |            |  |  |
|                | Communiste rénovateur | Pierre Juquin       | 4 605   | 1,84 %     |         |            |  |  |
|                | MPT                   | Pierre Boussel      | 1 238   | 0,49 %     |         |            |  |  |
|                |                       |                     |         |            |         |            |  |  |
|                |                       |                     | Nombre  | % inscrits | Nombre  | % inscrits |  |  |
| Inscrits       | Inscrits              | Inscrits            | 312 752 |            | 312 695 |            |  |  |
| Abstentions    | Abstentions           | Abstentions         | 57 851  | 18,5 %     | 46 335  | 14,82 %    |  |  |
| Votants        | Votants               | Votants             | 254 901 | 81,5 %     | 266 360 | 85,18 %    |  |  |
|                |                       |                     |         |            |         |            |  |  |
|                |                       |                     |         | % votants  |         | % votants  |  |  |
| Blancs ou nuls | Blancs ou nuls        | Blancs ou nuls      | 4 663   | 1,83 %     | 8 787   | 3,3 %      |  |  |
| Exprimés       | Exprimés              | Exprimés            | 250 238 | 98,17 %    | 257 573 | 96,7 %     |  |  |

### 1981
Lors de l'élection présidentielle de 1981, Giscard d'Estaing arrive en tête au premier tour et affronte, comme la fois précédente, Mitterrand. Pour la première fois, un président sortant est battu : Mitterrand devient le premier président de gauche de la Ve République.
Dans la Côte-d'Or, François Mitterrand arrive en tête du premier tour avec 30,63 % des exprimés, suivi de Valéry Giscard d'Estaing (26,82 %), Jacques Chirac (18,96 %), Georges Marchais (10,11 %) et Brice Lalonde (4,07 %). Au second tour, les électeurs ont voté à 51,6 % pour François Mitterrand contre 47,47 % pour Valéry Giscard d'Estaing avec un taux de participation de 86,49 % des inscrits.
|                | PS             | François Mitterrand      | 72 931  | 30,63 %    | 132 257 | 52,53 %    |  |  |
|                | UDF            | Valéry Giscard d'Estaing | 63 864  | 26,82 %    | 119 520 | 47,47 %    |  |  |
|                | RPR            | Jacques Chirac           | 45 145  | 18,96 %    |         |            |  |  |
|                | PC             | Georges Marchais         | 24 066  | 10,11 %    |         |            |  |  |
|                | MEP            | Brice Lalonde            | 9 693   | 4,07 %     |         |            |  |  |
|                | LO             | Arlette Laguiller        | 5 774   | 2,42 %     |         |            |  |  |
|                | MRG            | Michel Crépeau           | 5 503   | 2,31 %     |         |            |  |  |
|                | Divers droite  | Michel Debré             | 4 384   | 1,84 %     |         |            |  |  |
|                | Divers droite  | Marie-France Garaud      | 3 725   | 1,56 %     |         |            |  |  |
|                | PSU            | Huguette Bouchardeau     | 3 032   | 1,27 %     |         |            |  |  |
|                |                |                          |         |            |         |            |  |  |
|                |                |                          | Nombre  | % inscrits | Nombre  | % inscrits |  |  |
| Inscrits       | Inscrits       | Inscrits                 | 299 808 |            | 299 721 |            |  |  |
| Abstentions    | Abstentions    | Abstentions              | 58 231  | 19,42 %    | 40 481  | 13,51 %    |  |  |
| Votants        | Votants        | Votants                  | 241 577 | 80,58 %    | 259 240 | 86,49 %    |  |  |
|                |                |                          |         |            |         |            |  |  |
|                |                |                          |         | % votants  |         | % votants  |  |  |
| Blancs ou nuls | Blancs ou nuls | Blancs ou nuls           | 3 460   | 1,43 %     | 7 463   | 2,88 %     |  |  |
| Exprimés       | Exprimés       | Exprimés                 | 238 117 | 98,57 %    | 251 777 | 97,12 %    |  |  |

### 1974
L'élection présidentielle de 1974 est une élection anticipée à la suite de la mort de Pompidou. Mitterrand, candidat unique de la gauche, est largement en tête au premier tour devant Giscard d'Estaing, qui distance lui-même Chaban-Delmas. Au terme d'une campagne animée, marquée par un débat télévisé tendu, Giscard d'Estaing l'emporte avec une très courte avance.
Dans la Côte-d'Or, François Mitterrand arrive en tête du premier tour avec 43,12 % des exprimés, suivi de Valéry Giscard d'Estaing (35,98 %), Jacques Chaban-Delmas (12,65 %), Jean Royer (2,71 %) et Arlette Laguiller (2,17 %). Au second tour, les électeurs ont voté à 51,6 % pour Valéry Giscard d'Estaing contre 48,4 % pour François Mitterrand avec un taux de participation de 87,13 % des inscrits.
|                | PS             | François Mitterrand       | 89 229  | 43,12 %    | 103 520 | 48,4 %     |  |  |
|                | RI             | Valéry Giscard d'Estaing' | 74 453  | 35,98 %    | 110 346 | 51,6 %     |  |  |
|                | UDR            | Jacques Chaban-Delmas     | 26 172  | 12,65 %    |         |            |  |  |
|                | SE             | Jean Royer                | 5 598   | 2,71 %     |         |            |  |  |
|                | LO             | Arlette Laguiller         | 4 494   | 2,17 %     |         |            |  |  |
|                | SE, écologiste | René Dumont               | 2 707   | 1,31 %     |         |            |  |  |
|                | FN             | Jean-Marie Le Pen         | 1 527   | 0,74 %     |         |            |  |  |
|                | MDSF           | Émile Muller              | 1 380   | 0,67 %     |         |            |  |  |
|                | FCR            | Alain Krivine             | 662     | 0,32 %     |         |            |  |  |
|                | NAR            | Bertrand Renouvin         | 343     | 0,17 %     |         |            |  |  |
|                | MFE            | Jean-Claude Sebag         | 262     | 0,13 %     |         |            |  |  |
|                |                |                           |         |            |         |            |  |  |
|                |                |                           | Nombre  | % inscrits | Nombre  | % inscrits |  |  |
| Inscrits       | Inscrits       | Inscrits                  | 248 103 |            | 248 235 |            |  |  |
| Abstentions    | Abstentions    | Abstentions               | 39 671  | 15,99 %    | 31 944  | 12,87 %    |  |  |
| Votants        | Votants        | Votants                   | 208 432 | 84,01 %    | 216 291 | 87,13 %    |  |  |
|                |                |                           |         |            |         |            |  |  |
|                |                |                           |         | % votants  |         | % votants  |  |  |
| Blancs ou nuls | Blancs ou nuls | Blancs ou nuls            | 1 518   | 0,73 %     | 2 425   | 1,12 %     |  |  |
| Exprimés       | Exprimés       | Exprimés                  | 206 914 | 99,27 %    | 213 866 | 98,88 %    |  |  |

### 1969
L'élection présidentielle de 1969 est une élection anticipée à la suite de la démission de De Gaulle. La gauche se lance désunie dans la course et, bien que Duclos (PCF) manque de le devancer, c'est le président par intérim Poher qui accède au second tour face à l'ex-Premier ministre Pompidou. Alors que Duclos refuse d'appeler à voter au second tour pour « bonnet blanc ou blanc bonnet », Pompidou est finalement largement élu.
Dans la Côte-d'Or, Georges Pompidou arrive en tête du premier tour avec 45,66 % des exprimés, suivi de Alain Poher (27,55 %), Jacques Duclos (15,8 %), Gaston Defferre (4,77 %) et Michel Rocard (3,91 %). Au second tour, les électeurs ont voté à 54,7 % pour Georges Pompidou contre 45,3 % pour Alain Poher avec un taux de participation de 70,6 % des inscrits.
|                | UDR            | Georges Pompidou | 81 946  | 45,66 %    | 88 399  | 54,7 %     |  |  |
|                | CD             | Alain Poher      | 49 447  | 27,55 %    | 73 201  | 45,3 %     |  |  |
|                | PC             | Jacques Duclos   | 28 365  | 15,8 %     |         |            |  |  |
|                | SFIO           | Gaston Defferre  | 8 569   | 4,77 %     |         |            |  |  |
|                | PSU            | Michel Rocard    | 7 020   | 3,91 %     |         |            |  |  |
|                | SE             | Louis Ducatel    | 2 211   | 1,23 %     |         |            |  |  |
|                | LC             | Alain Krivine    | 1 930   | 1,08 %     |         |            |  |  |
|                |                |                  |         |            |         |            |  |  |
|                |                |                  | Nombre  | % inscrits | Nombre  | % inscrits |  |  |
| Inscrits       | Inscrits       | Inscrits         | 238 907 |            | 238 561 |            |  |  |
| Abstentions    | Abstentions    | Abstentions      | 57 600  | 24,11 %    | 70 133  | 29,4 %     |  |  |
| Votants        | Votants        | Votants          | 181 307 | 75,89 %    | 168 428 | 70,6 %     |  |  |
|                |                |                  |         |            |         |            |  |  |
|                |                |                  |         | % votants  |         | % votants  |  |  |
| Blancs ou nuls | Blancs ou nuls | Blancs ou nuls   | 1 819   | 1 %        | 6 828   | 4,05 %     |  |  |
| Exprimés       | Exprimés       | Exprimés         | 179 488 | 99 %       | 161 600 | 95,95 %    |  |  |

### 1965
L'élection présidentielle de 1965 est la première élection au suffrage universel direct à la suite du référendum d'octobre 1962. De Gaulle est mis en ballottage, à la surprise générale, par Mitterrand, candidat unique de la gauche. La campagne du second tour est axée sur l'Europe et les relations internationales ainsi que sur l'armement nucléaire. De Gaulle est finalement réélu avec une large avance.
Dans la Côte-d'Or, Charles de Gaulle arrive en tête du premier tour avec 39,85 % des exprimés, suivi de François Mitterrand (32,32 %), Jean Lecanuet (19,68 %), Jean-Louis Tixier-Vignancour (5,17 %) et Pierre Marcilhacy (1,65 %). Au second tour, les électeurs ont voté à 53,08 % pour Charles de Gaulle contre 46,92 % pour François Mitterrand avec un taux de participation de 82,47 % des inscrits.
|                | UNR            | Charles de Gaulle            | 76 536  | 39,85 %    | 97 806  | 53,08 %    |  |  |
|                | CIR            | François Mitterrand          | 62 076  | 32,32 %    | 86 460  | 46,92 %    |  |  |
|                | MRP            | Jean Lecanuet                | 37 804  | 19,68 %    |         |            |  |  |
|                | SE             | Jean-Louis Tixier-Vignancour | 9 921   | 5,17 %     |         |            |  |  |
|                | PLE            | Pierre Marcilhacy            | 3 178   | 1,65 %     |         |            |  |  |
|                | SE             | Marcel Barbu                 | 2 535   | 1,32 %     |         |            |  |  |
|                |                |                              |         |            |         |            |  |  |
|                |                |                              | Nombre  | % inscrits | Nombre  | % inscrits |  |  |
| Inscrits       | Inscrits       | Inscrits                     | 232 752 |            | 232 688 |            |  |  |
| Abstentions    | Abstentions    | Abstentions                  | 39 005  | 16,76 %    | 40 783  | 17,53 %    |  |  |
| Votants        | Votants        | Votants                      | 193 747 | 83,24 %    | 191 905 | 82,47 %    |  |  |
|                |                |                              |         |            |         |            |  |  |
|                |                |                              |         | % votants  |         | % votants  |  |  |
| Blancs ou nuls | Blancs ou nuls | Blancs ou nuls               | 1 697   | 0,88 %     | 7 639   | 3,98 %     |  |  |
| Exprimés       | Exprimés       | Exprimés                     | 192 050 | 99,12 %    | 184 266 | 96,02 %    |  |  |